# Evklid iz Megare
Evklid iz Megare, znan tudi kot Evklid Sokratski, (starogrško Εὐκλείδης ὁ Μεγαρεύς: Eukleídēs ho Megareús), starogrški sokratski filozof, ustanovitelj megarske šole, * 435 pr. n. št., † 365 pr. n. št..